# Cercasi Gesù
Cercasi Gesù è un film del 1982 diretto da Luigi Comencini.

## Trama
Un'editrice cattolica progetta di pubblicare a puntate la vita di Gesù e ricerca un volto di Cristo che soddisfi i gusti moderni. Don Filippo, responsabile dell'editrice, riesce a scoprire il volto richiesto in un occasionale autostoppista, Giovanni, al quale ha dato un passaggio in macchina, assieme a un'insolente terrorista, Francesca.
Il volto del nuovo Gesù viene riprodotto in migliaia di poster che tappezzano i muri di Roma. Giovanni intanto ha trovato ospitalità presso un falegname. Va alla ricerca di Francesca per restituirle la sua sacca ove ha trovato una pistola, regala il milione ricevuto in compenso dall'editrice a una drogata, si adira quando i preti vogliono trascinarlo in un'iniziativa sfacciatamente commerciale per sfruttare il suo fortunato volto di Cristo, è disposto a bruciarlo quando i preti lasciano senza lavoro gli operai di una tipografia.
Alla fine Giovanni è sequestrato dalla terrorista Francesca. I preti dovrebbero pagare il riscatto: ma Francesca viene uccisa dai suoi compagni perché non ha consegnato l'ostaggio, mentre i preti mandano Giovanni-Gesù a riposare in una casa di cura. L'ultimo saluto lo riceverà da un bambino paralitico, il quale, convinto che Giovanni sia Gesù, gli ha chiesto insistentemente di essere guarito e difatti si alza dalla sua carrozzella e comincia a muovere i primi passi.

## Riconoscimenti
- 1982 - David di Donatello
  - Miglior attore esordiente (Beppe Grillo)
  - Candidatura come Miglior attore protagonista a Beppe Grillo
  - Candidatura come Miglior musicista a Fiorenzo Carpi
- 1982 - Nastro d'argento
  - Miglior attore esordiente
  - Miglior soggetto originale
- 1982 - Globo d'oro
  - Miglior film